# Ada Hegerberg
Ada Hegerberg, née le 10 juillet 1995 à Molde, est une footballeuse internationale norvégienne évoluant au poste d'attaquante avec l'Olympique lyonnais. Elle est la sœur cadette d'Andrine Hegerberg, joueuse de BK Hacken. En 2018, elle remporte le premier Ballon d'or féminin France Football.
Après avoir refusé la sélection en équipe de Norvège en 2017 en raison des inégalités de traitement entre hommes et femmes en sélection, elle fait son retour en équipe nationale en 2022, estimant que des améliorations significatives ont été réalisées.
De par ses performances uniques en leur genre, ses nombreux titres individuels et collectifs mais également ses engagements multiples pour l'égalité des chances et des genres,, Hegerberg est l'une des figures majeures de son sport.

## Biographie
Ada Hegerberg a grandi à Sunndal et a joué pour Sunndal Fotball avec sa sœur Andrine de deux ans plus âgée qu'elle. Sa mère, Gerd Stolsmo, a auparavant joué en Toppserien avec Trondheims-Ørn. Son père Stein Erik Hegerberg a joué en deuxième division en Norvège et a entrainé Ørn pour une saison. En 2007, la famille a déménagé à Kolbotn, où les sœurs ont joué à Kolbotn IL.

### Parcours en club

#### 2011-2012: débuts en Norvège
Ada Stolsmo Hegerberg débute en 2011 en Toppserien avec le club de Kolbotn IL. Début août 2011, elle marque un triplé en l'espace de sept minutes face au Røa Dynamite Girls. Avec 15 buts en 30 matchs, le phénomène est vite repéré par la fédération et l'équipe nationale qui la convoque pour une première fois alors âgée de 15 ans seulement. C'est en 2012 qu'elle rejoint le club de Stabæk, accompagnée de sa sœur Andrine, et participe au parcours européen du club. Alors âgée de 17 ans, elle marque ses deux premiers buts en Ligue des Champions. Le 11 mai 2012, lors d'un match de championnat face à Fart, elle se fait remarquer en marquant cinq buts en l'espace de 35 minutes. Ses performances hors du commun lui permettent d'être repérée par les plus grands clubs d'Europe.

#### 2012-2014: révélation à Potsdam en Allemagne
En décembre 2012, le club de Potsdam annonce avoir recruté trois joueuses norvégiennes : Maren Mjelde, Ada Hegerberg et sa sœur Andrine. Elle y finira ses études secondaires et disputera 33 matchs en une saison et demie, pour 14 buts, dont 2 en Ligue des Champions.

#### 2014-2016: l'ascension avec l'Olympique Lyonnais
Toujours dans une logique de progression, elle rejoint l'Olympique lyonnais pour la saison 2014-2015. Elle se fait remarquer dès son arrivée en complétant le trio offensif avec Eugénie Le Sommer, mais surtout Lotta Schelin, dont elle s'inspire. C'est lors de la saison 2015-16 qu'elle explose littéralement, avec 54 buts marqués en seulement 35 matchs, et devient la patronne de l'attaque lyonnaise. Elle est désignée, forte de ce premier triplé championnat, Ligue des champions, Coupe de France, et des titres de meilleure buteuse dans chaque compétition, meilleure joueuse UEFA de l'année 2016, un premier titre individuel, qui sera secondé quelques mois plus tard, en mai 2017, par le titre de BBC Footballer of the Year.

#### 2016-2018: un nouveau statut à Lyon
En 2016-2017, l'arrivée d'Alex Morgan pour six mois était censée réduire le temps de jeu de la norvégienne, qui resta malgré tout la titulaire au poste, Morgan jouant principalement sur le côté gauche de l'attaque, et le club enchaîne avec un deuxième triplé consécutif.
La saison 2017-2018 est un copié-collé quasi total de la saison 2015-16. L'OL remporte Ligue des champions et championnat, mais échoue en finale de la Coupe de France contre le Paris Saint-Germain, ou évolue désormais sa sœur Andrine. Ada marque 53 buts en 32 matchs, finit meilleure buteuse des trois compétitions et bat le record de buts marqués sur une saison en Ligue des champions. Le 4 juin 2018, elle prolonge son contrat de deux ans, jusqu'en 2021 avec l'Olympique lyonnais, qui confirme la confiance qu'il accorde à sa star.

#### 2018-2019: au sommet avec le ballon d'or
Dans une saison 2018-2019 une nouvelle fois couronnée d'un triplé, Ada Hegerberg, fraîchement récompensée comme premier Ballon d'Or féminin de l'histoire, aide grandement à l'obtention du titre en survolant le match décisif OL-PSG le 13 avril 2019, avec l'ouverture du score et une passe décisive. Elle sera également l'auteure d'une passe décisive lors du match retour en demi-finale de la Ligue des champions, permettant à l'OL d'assurer sa place en finale pour la quatrième année consécutive, et obtiendra le coup franc puis le pénalty de la gagne en finale de Coupe de France contre le LOSC.
Le 18 mai 2019, elle se montre décisive en inscrivant un triplé en 16 minutes lors de la finale de la Ligue des champions à Budapest face à Barcelone, permettant à Lyon de s'imposer 4-1 et de remporter une quatrième victoire consécutive dans cette compétition, leur sixième titre au total depuis 2011, un record dans la compétition, genres confondus. Hegerberg, nommée joueuse du match, devient alors la première femme à marquer un hat-trick en finale de Ligue des champions, après Ferenc Puskás chez les hommes.

#### 2019-2020: meilleure buteuse de l'histoire de la Ligue des champions puis grave blessure
Elle est également nommée, le 22 mai 2019, BBC Footballer of the Year 2019, et ce pour la deuxième fois en trois ans. Le 31 juillet 2019, elle fait partie d'une sélection de douze joueuses pour les récompenses annuelles de la FIFA, FIFA The Best. Le 15 août 2019, elle fait partie des trois finalistes pour le titre de meilleure joueuse UEFA de l'année 2019, duquel elle finira deuxième pour la deuxième année consécutive.
Le 30 octobre 2019, lors d'un match de Ligue des champions contre les danoises de Hjorring, elle inscrit un doublé et devient avec 53 réalisations en 51 matchs, la meilleure buteuse de l'histoire de cette compétition. Elle devance même le portugais Cristiano Ronaldo détenteur du record masculin en 2019, à la moyenne de buts marqués par match joué (127 buts pour 166 matchs joués).
Elle détient, à son jeune âge, l'un des palmarès individuels et collectifs les plus étoffés de la discipline, et est unanimement reconnue comme l'une des joueuses majeures de son sport, de par ses performances ébouriffantes, mais également ses prises de position engagées.
En janvier 2020, sa carrière marque un coup d'arrêt à la suite de la rupture du ligament croisé antérieur du genou droit.

#### 2020-2021: saison blanche
Le 23 novembre 2020, elle donne une interview pour faire le point sur sa situation et révéler qu'elle ne rejouera pas avant janvier 2021. Concernant son avenir, elle se montre plus évasive : « Jean-Michel Aulas a toujours été là pour moi, je lui dois beaucoup, c’est quelqu’un que je respecte énormément, c’est un visionnaire qui a vu très tôt la valeur du foot féminin. Comme toujours, je ne parlerai pas d’autres clubs ou d’envie d’aller autre part (…) Le plus important, c’est de jouer dans le meilleur club et de tout gagner. »
Pour autant, le club annonce sa prolongation de contrat en décembre 2020, et ce pour une durée de 3 ans, portant celui-ci jusqu'en 2024. Il est annoncé, en avril 2021, qu'Hegerberg ne sera disponible qu'en début de saison prochaine.

#### 2021-2022: le retour au premier plan
Après 20 mois d'absence, la saison 2021-22 marque le retour d'Hegerberg. Elle effectue ses premières minutes contre BK Hacken en Ligue des Champions, le 5 octobre 2021, un retour salué par la planète football. Reprenant du rythme, elle marque ses premiers buts lors de la débâcle du Paris Saint-Germain au Groupama Stadium, 6-1, en novembre 2021. Entrée à 15 minutes de la fin, elle marquera un doublé. Il s'ensuit alors une série de 8 matchs consécutifs en marquant, et des performances de haut vol pour une joueuse à peine revenue de deux graves blessures, dont deux trophées de joueuse du match en Ligue des Champions, asseyant également un peu plus son statut de meilleure buteuse de l'histoire de la compétition.
Alors qu'un coup d'arrêt normalise ses stats phénoménales début 2022, elle retrouve son efficacité au meilleur moment de la saison lors du match retour du quart de finale de la Ligue des Champions contre la Juventus, après une défaite 2-1 à l'aller à laquelle elle n'avait pu participer car malade. Une nouvelle fois joueuse du match, elle enchaîne avec deux prestations de haut rang contre le Paris Saint-Germain lors des demi-finales de la Ligue des Champions, étant à créditer d'une passe décisive à l'aller, et de l'ouverture du score cruciale au retour. Hegerberg participe alors grandement à la qualification de son club en finale de la Ligue des Champions, qu'elle remporte le 21 mai, en marquant un but lors de la finale, et étant à créditer d'une passe décisive. Ce but lui permet, à 26 ans seulement, d'être la première joueuse (et seulement la deuxième hommes et femmes réunies) à marquer dans 4 finales de Ligue des Champions différentes (2016, 2018, 2019, 2022). Elle est nommée dans l'équipe-type de la compétition.

#### 2023-2024
En avril 2024, Hegerberg prolonge son contrat avec l'Olympique lyonnais jusqu'en 2027.

### Parcours en équipe nationale
Ada Hegerberg débute avec la Norvège à l'âge de 16 ans, le 19 novembre 2011 face à l'Irlande du Nord. Match pendant lequel elle joue 17 minutes. Elle dispute avec la Norvège le Championnat d'Europe de football féminin 2013 organisé en Suède et perd en finale contre l'Allemagne (1-0).
À la suite de la piètre prestation de l'équipe de Norvège au Championnat d'Europe de football féminin 2017 et à des dissensions avec la fédération de Norvège de football, Ada Hegerberg, via un communiqué de presse daté du 29 août 2017, se met en retrait de la sélection, ce qui fera l'objet de vives discussions quant aux raisons de son retrait,,. Hegerberg soulève notamment la question des disparités de traitement entre hommes et femmes en équipe nationale. Elle dénonce en particulier les inégalités entre hommes et femmes dans les primes versées par la fédération norvégienne.
Elle ne fait consécutivement pas partie de la liste pour la Coupe du monde 2019 émise le 2 mai.
En avril 2022, après cinq ans d'absence, elle fait son retour en équipe nationale, estimant que des avancées concrètes pour l'égalité ont été réalisées, disposant désormais du soutien sans faille de la nouvelle présidente de la Fédération Norvégienne, Lise Klaveness. Elle marque un triplé pour son match de retour le 7 avril 2022 contre le Kosovo (5-1), et est élue joueuse du match.
Elle participe à l'Euro 2022 mais cette compétition est un fiasco pour l'équipe norvegienne éliminée dès la phase de poule, avec notamment une défaite 8-0 contre l'Anglettere.
Hegerberg participe à la coupe du monde 2023, mais loupe deux des trois matches de poule en raison d'une blessure. La Norvège se qualifie en huitième de finale mais s'incline contre le Japon. Diminuée, Hegerberg rentre à la 73'.

### Ballon d'or féminin: première lauréate en 2018, 4ème en 2019
Le 8 octobre 2018, la joueuse est nommée parmi les quinze prétendantes au premier Ballon d'or féminin qu'elle remporte le 3 décembre 2018,. L'année suivante, en 2019, elle se classe quatrième.
Son retour à la compétition coincide avec son retour dans la liste du Ballon d'Or féminin, étant nommée le 12 août 2022 parmi les 20 prétendantes pour l'édition 2022.

## Statistiques
| Saison                | Club                  | Championnat           | Championnat | Championnat | Coupe(s) nationale(s) | Coupe(s) nationale(s) | Supercoupe | Supercoupe | Compétition(s) continentale(s) | Compétition(s) continentale(s) | Compétition(s) continentale(s) | Total | Total |
| Saison                | Club                  | Division              | M.          | B.          | M.                    | B.                    | M.         | B.         | Comp.                          | M.                             | B.                             | M.    | B.    |
| 2010                  | Kolbotn IL            | Toppserien            | 9           | 3           | -                     | -                     | -          | -          | -                              | -                              | -                              | 9     | 3     |
| 2011                  | Kolbotn IL            | Toppserien            | 21          | 12          | 2                     | 0                     | -          | -          | -                              | -                              | -                              | 23    | 12    |
| Sous-total            | Sous-total            | Sous-total            | 30          | 15          | 2                     | 0                     | -          | -          | -                              | -                              | -                              | 32    | 15    |
| 2012                  | Stabæk Fotball        | Toppserien            | 18          | 25          | 5                     | 7                     | -          | -          | WCL                            | 3                              | 2                              | 26    | 34    |
| Sous-total            | Sous-total            | Sous-total            | 18          | 25          | 5                     | 7                     | -          | -          | -                              | 3                              | 2                              | 26    | 34    |
| 2012-2013             | FFC Turbine Potsdam   | Fr.-Bundesliga        | 11          | 5           | 2                     | 0                     | -          | -          | -                              | -                              | -                              | 13    | 5     |
| 2013-2014             | FFC Turbine Potsdam   | Fr.-Bundesliga        | 14          | 6           | 1                     | 1                     | -          | -          | WCL                            | 5                              | 2                              | 20    | 9     |
| Sous-total            | Sous-total            | Sous-total            | 25          | 11          | 3                     | 1                     | -          | -          | -                              | 5                              | 2                              | 33    | 14    |
| 2014-2015             | Olympique lyonnais    | Division 1            | 22          | 26          | 6                     | 7                     | -          | -          | WCL                            | 4                              | 1                              | 32    | 34    |
| 2015-2016             | Olympique lyonnais    | Division 1            | 21          | 33          | 5                     | 8                     | -          | -          | WCL                            | 9                              | 13                             | 35    | 54    |
| 2016-2017             | Olympique lyonnais    | Division 1            | 22          | 20          | 3                     | 3                     | -          | -          | WCL                            | 8                              | 4                              | 33    | 27    |
| 2017-2018             | Olympique lyonnais    | Division 1            | 20          | 31          | 4                     | 7                     | -          | -          | WCL                            | 9                              | 15                             | 33    | 53    |
| 2018-2019             | Olympique lyonnais    | Division 1            | 20          | 20          | 4                     | 2                     | -          | -          | WCL                            | 9                              | 7                              | 33    | 29    |
| 2019-2020             | Olympique lyonnais    | Division 1            | 13          | 14          | 0                     | 0                     | 1          | 0          | WCL                            | 4                              | 9                              | 18    | 23    |
| 2020-2021             | Olympique lyonnais    | Division 1            | 0           | 0           | 0                     | 0                     | -          | -          | WCL                            | 0                              | 0                              | 0     | 0     |
| 2021-2022             | Olympique lyonnais    | Division 1            | 16          | 10          | 2                     | 1                     | -          | -          | WCL                            | 10                             | 6                              | 28    | 17    |
| 2022-2023             | Olympique lyonnais    | Division 1            | 5           | 4           | 1                     | 2                     | 1          | 0          | WCL                            | 1                              | 0                              | 8     | 6     |
| 2023-2024             | Olympique lyonnais    | Division 1            | 15          | 12          | 4                     | 4                     | -          | -          | WCL                            | 7                              | 5                              | 26    | 21    |
| 2024-2025             | Olympique lyonnais    | Division 1            | 13+2        | 4+1         | 1                     | 0                     | -          | -          | WCL                            | 7                              | 2                              | 23    | 7     |
| Sous-total            | Sous-total            | Sous-total            | 169         | 175         | 30                    | 34                    | 2          | 0          | -                              | 68                             | 62                             | 269   | 271   |
| Total sur la carrière | Total sur la carrière | Total sur la carrière | 242         | 226         | 39                    | 42                    | 2          | 0          | -                              | 76                             | 66                             | 359   | 334   |

| Sélection | Année | Statistiques | Statistiques |
| Sélection | Année | Matchs       | Buts         |
| --------- | ----- | ------------ | ------------ |
| Norvège   | 2011  | 1            | 0            |
| Norvège   | 2012  | 1            | 0            |
| Norvège   | 2013  | 13           | 5            |
| Norvège   | 2014  | 11           | 7            |
| Norvège   | 2015  | 16           | 11           |
| Norvège   | 2016  | 13           | 12           |
| Norvège   | 2017  | 11           | 3            |
| Norvège   | 2022  | 8            | 4            |
| Norvège   | 2023  | 6            | 4            |
| Norvège   | 2024  | 6            | 3            |
| Norvège   | 2025  | 8            | 2            |
| Total     | Total | 94           | 51           |

| Équipe              | Matchs | Buts | Ratio |
| ------------------- | ------ | ---- | ----- |
| Kolbotn IL          | 32     | 15   | 0.47  |
| Stabæk Fotball      | 26     | 34   | 1.31  |
| FFC Turbine Potsdam | 33     | 14   | 0.42  |
| Olympique lyonnais  | 264    | 271  | 1.03  |
| Total en club       | 295    | 296  | 1.00  |
| Équipe de Norvège   | 94     | 51   | 0.54  |
| Total en carrière   | 389    | 347  | 0.89  |

## Palmarès

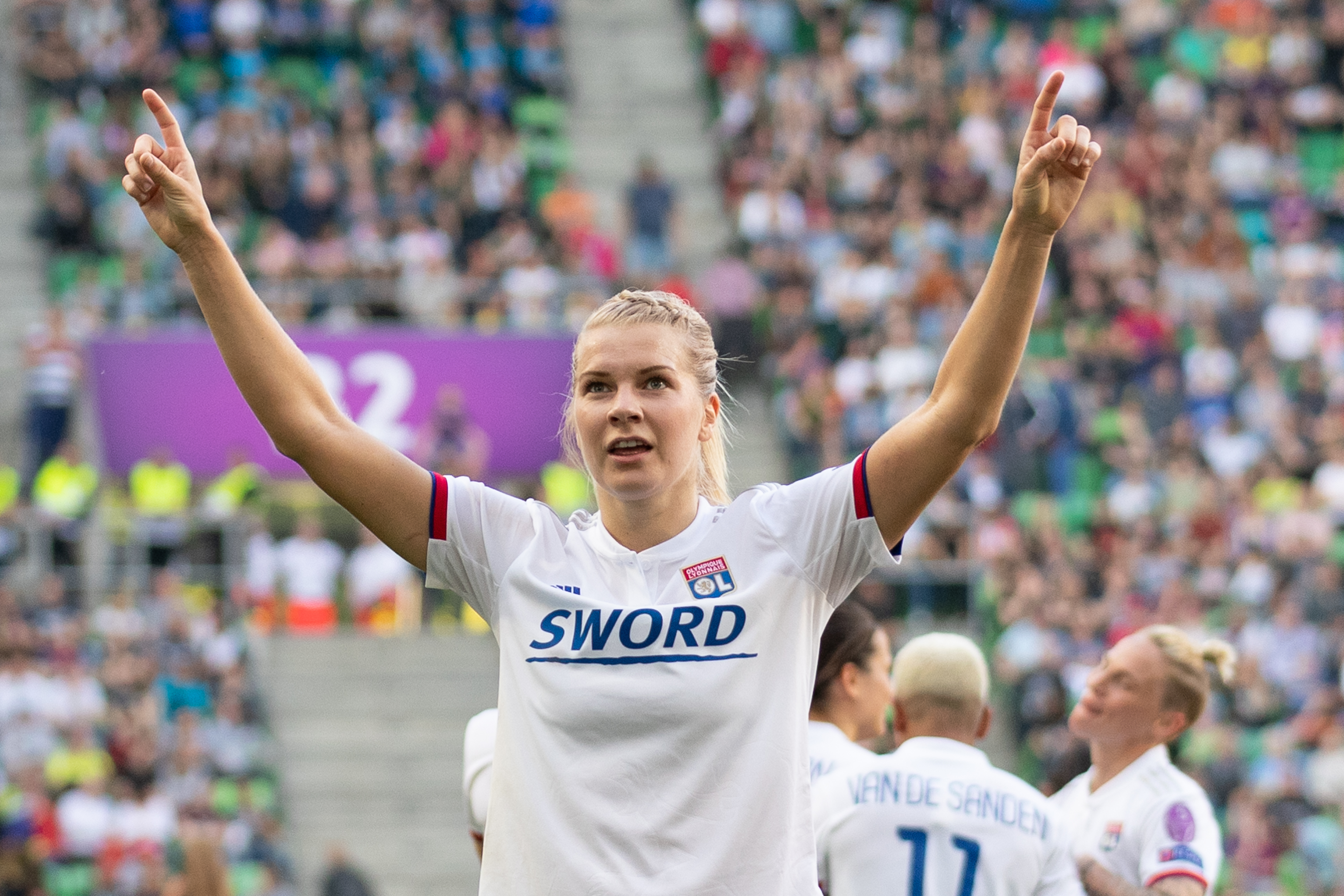
Ada Hegerberg célèbre sa quatrième victoire en Ligue des champions le 18 mai 2019 à Budapest.

### En sélection
Équipe de Norvège
- Finaliste du Championnat d'Europe 2013.

### En club
Stabæk Fotball
- Vainqueur de la Coupe de Norvège en 2012 (1).

 1. FFC Turbine Potsdam
- Vainqueur de la Coupe d'Allemagne en salle en 2013 et 2014 (2).

 Olympique lyonnais
- Vainqueur du Championnat de France en 2015, 2016, 2017, 2018, 2019, 2020, 2022, 2023, 2024, 2025 (10).
- Vainqueur de la Coupe de France en 2015, 2016, 2017, 2019, 2020, 2023 (6).
- Vainqueur du Trophée des championnes en 2019, 2022, 2023 (3).
- Vainqueur de la Ligue des champions en 2016, 2017, 2018, 2019, 2020, 2022 (6).
- Vainqueur de la Women's International Champions Cup en 2019 et en 2022 (2).
- Vainqueur de la Valais Cup en 2014 (1).
- Vainqueur du Trophée Veolia en 2020 (1).

### Distinctions personnelles
- Meilleure buteuse du Championnat de Norvège 2012.
- Récompensée du Ballon d'or norvégien (Norwegian Gold Ball) en 2015, 2016, 2018.
- Nommée dans l'équipe type de la FIFA FIFPro Women's World11 en 2016.
- Élue joueuse de l'anné de l'UEFA en 2016[33].
- Élue meilleure joueuse du Championnat de France en 2016.
- Équipe-type du Championnat de France en 2018
- Meilleure buteuse du Championnat de France en 2016, 2017, 2018.
- Équipe-type de la Ligue des champions en 2016, 2018, 2019, 2022.
- Meilleure buteuse de la Ligue des champions en 2016, 2018.
- Élue joueuse de l'année par la BBC en 2017 et 2019[34].
- Nommée dans le top 3 des meilleures joueuse en Europe de l'UEFA en 2018, et 2019.
- Nommée dans le top 3 des meilleures joueuses dans le monde de la FIFA en 2018.
- Élue Ballon d'or France Football 2018.
- Élue meilleure joueuse de la finale de la Ligue des champions 2019.
- Nommée dans le top 12 des meilleures joueuses dans le monde de la FIFA en 2019.
- Meilleure buteuse de l'histoire de la Ligue des champions (66).
- Meilleure buteuse pour un club de l'histoire de la Ligue des champions (49, Olympique Lyonnais).
- Médaille Fédération française de football des légendaires en 2020[35].
- Élue « Fenotte d'Or - Café du Commerce OL » 2019 par un jury et des supporters à la suite de son excellente année civile, en janvier 2020[36].

## Vie personnelle
Ada Hegerberg a épousé en mai 2019 l'international norvégien Thomas Rogne, avec qui elle est en couple depuis 2016.
La Norvégienne est l'une des sportives les plus sollicitées au monde. À la suite de l'obtention de son Ballon d'Or en 2018, elle devient ambassadrice de la marque horlogère Hublot, ainsi que de Mastercard. À l'été 2019, elle devient ambassadrice de la Danone Nations Cup, le plus grand tournoi mondial pour jeunes filles et garçons de moins de 12 ans. À l'été 2020, après 6 ans de collaboration avec l'équipementier allemand Puma, Ada Hegerberg et Nike annoncent leur nouveau partenariat long-terme. Le géant américain la met immédiatement en avant sur de nombreuses campagnes publicitaires, confirmant la volonté de la marque à la virgule de porter le message de sportifs engagés.
Hegerberg s'affirme comme la représentante principale de son sport, tant ses prises de paroles pour l'ensemble de sa profession sont engagées et passionnées. Le 17 novembre 2020, la plateforme de streaming ESPN+ publie aux Etats-Unis un documentaire sur l'attaquante lyonnaise retraçant son parcours, sobrement nommé « My Name is Ada Hegerberg ».
La Norvégienne est coiffée d'une tresse typiquement scandinave lorsqu'elle joue, qu'elle considère ironiquement comme « sa marque ».
Hegerberg parle cinq langues : norvégien, suédois, anglais, français, et allemand.